# Gunārs Cilinskis
Gunārs Cilinskis, né le 23 mai 1931 à Riga et mort le 25 juillet 1992 à Ādažu novads en Lettonie est un acteur, réalisateur et scénariste letton.

## Biographie
Gunārs Cilinskis est né dans la famille du magasinier Alfrēds Cilinskis et sa femme Vilhelmīne (née Gertnere). Ses parents ont divorcé quand Gunārs était encore petit. Avec sa mère, il a d'abord vécu à Krustpils, puis, de nouveau à Riga. Son père a disparu sur le front lors de la Seconde Guerre mondiale.
Cilinskis étudiait à l'école technique de Ogre, puis, en 1950-1952 travaillait comme ingénieur forestier. Entretemps, en 1951, il est entré à la faculté d'art dramatique du conservatoire de Riga, dont il fut diplômé en 1955. Il fit sa carrière au Théâtre National de Lettonie. Son début au cinéma a eu lieu en 1958, à Riga Film Studio.
Gunārs Cilinskis est mort d'un arrêt cardiaque, en faisant du ski nautique sur le lac Lielais Baltezers le 25 juillet 1992.
L'acteur repose au Cimetière de la Forêt à Riga.

## Distinctions
- 1965 - Artiste émérite de la République socialiste soviétique de Lettonie[3]
- 1967 - acteur de l'année par le journal Sovetski ekran (en russe : "Советский экран")
- 1968 - Prix du festival cinématographique de l'URSS à Leningrad
- 1968 - Prix Frères Vassiliev (ru)
- 1969 - Artiste du peuple de la République socialiste soviétique de Lettonie[3]
- 1977 - Prix d’État de la République socialiste soviétique de Lettonie pour le film Ezera sonāte (1976)
- 1977 - Grand prix du 10e Festival cinématographique de l'URSS à Riga pour le film Ezera sonāte
- 1979 - Artiste du peuple de l'URSS[3]

## Filmographie
- 1958 : Svešiniece ciemā, (Riga Film Studio)
- 1960 : Stiprāki par vētru, (Studio d'Odessa)
- 1961 : Kārkli pelēkie zied
- 1964 : Cielaviņas armija
- 1964 : Kapteinis Nulle, (Mosfilm)
- 1965 : "Tobago" maina kursu
- 1966 : Noktirne
- 1967 : Kapteiņa Enriko pulkstenis
- 1967 : Garā stiprie, (Sverdlovsk Film Studio)
- 1968 : Le Temps des arpenteurs (Mērnieku laiki) de Voldemārs Pūce : Kaspars
- 1968 : Cielaviņas armija atkal cīnās
- 1968 : 24-25 neatgriežas
- 1968 : Ceļa zīmes
- 1969 : Stari stiklā
- 1969 : Saulespuķes
- 1969 : Padomju Savienības sūtnis, (Mosfilm)
- 1970 : Uzbērums
- 1971 : À l'ombre de la mort (Nāves ēnā) de Gunārs Piesis
- 1971 : Kara ceļa mantinieki
- 1971 : Tiens-toi aux nuages de Péter Szász et Boris Grigoriev
- 1971 : Turies pie mākoņiem
- 1972 : Ceplis de Rolands Kalniņš : Nagainis
- 1973 : Šahs briljantu karalienei]
- 1973 : Pieskāriens
- 1974 : Uzbrukums slepenpolicijai
- 1974 : Lielā atrakcija, (Mosfilm)
- 1975 : Melnā vēža spīlēs
- 1975 : Liktenim spītējot
- 1976 : Ezera sonāte
- 1977 : Zem apgāztā mēness
- 1977 : Dāvanas pa telefonu
- 1978 : Théâtre (Teātris) de Jānis Streičs : Michael Gosselyn
- 1978 : Vīru spēles brīvā dabā
- 1978 : Tāpēc, ka es esmu Aivars Līdaks
- 1978 : Aiz stikla durvīm
- 1979 : Agrā rūsa
- 1981 : Izmeklēšanā noskaidrots
- 1982 : Lietus blūzs, (Lituanie)
- 1983 : Vilkatis Toms
- 1983 : Akmeņainais ceļš
- 1984 : Fronte tēva pagalmā
- 1984 : Pēdējā vizīte
- 1986 : Apbraucamais ceļš
- 1986 : Aizaugušā grāvī viegli krist
- 1987 : Apstākļu sakritība
- 1988 : Viktorija
- 1988 : Sēklis, (Riga Film Studio)
- 1989 : Tapers
- 1989 : Zītaru dzimta
- 1990 : Vilkaču mantiniece, (Riga Film Studio)

### Réalisateur
- 1976 : Sonate sur le lac ou Sonate du lac ("Ezera sonāte" réalisateur et scénariste, réalisé avec Varis Brasla)[4]
- 1979 : Nakts bez putniem (réalisateur et scénariste)
- 1979 : Agrā rūsa
- 1982 : Tarāns  (réalisateur et scénariste)
- 1984 : Kad bremzes netur (réalisateur et scénariste)
- 1986 : Bailes
- 1987 : Dīvainā mēnessgaisma (réalisateur et scénariste)
- 1990 : Vilkaču mantiniece (réalisateur et scénariste)
- 1991 : Indrāni (réalisateur et scénariste)